# Riezlern
Riezlern ist der Gemeindehauptort und Ortschaft der Gemeinde Mittelberg im Bezirk Bregenz in Vorarlberg.

## Geographie
Das Dorf befindet sich 70 Kilometer südöstlich von Bregenz, 23 Kilometer südlich von Immenstadt und 44 km nordwestlich von Imst, inmitten der Allgäuer Alpen, zwischen den Nordwestlichen Walsertaler Bergen und den Südöstlichen Walsertaler Bergen.
Das Dorf liegt etwa 9 Kilometer südwestlich von Oberstdorf am Anfang des Tales 4 Kilometer nach der Grenze. Es befindet sich rechts der Breitach, dem Hauptbach des Tales, auf ca. 1089 m ü. A. Höhe. Es hat ca. 250 Adressen.
Riezlern ist der größte Ort der Gemeinde und umfasst 556 Gebäude mit 2488 Einwohnern, das sind grob 2⁄5 der Bevölkerung. Davon hat das Dorf selbst knapp die Hälfte, der Rest verteilt sich auf einige Ortschaftsbestandteile.
Weil das Kleinwalsertal/Mittelberg ein Zollausschlussgebiet und somit deutsches Wirtschaftsgebiet ist, hat der Ort neben der österreichischen Postleitzahl (A-)6991 auch eine deutsche, nämlich (D-)87567. Diese wurde nach dem EU-Beitritt Österreichs beibehalten, die deutsche Telefonvorwahl 08329 hingegen wurde per 1. Juli 2003 stillgelegt, gültig ist nur mehr 0043/5517 (aus Deutschland, 05517 in Österreich) für ganz Mittelberg.

### Nachbarorte und -ortschaften

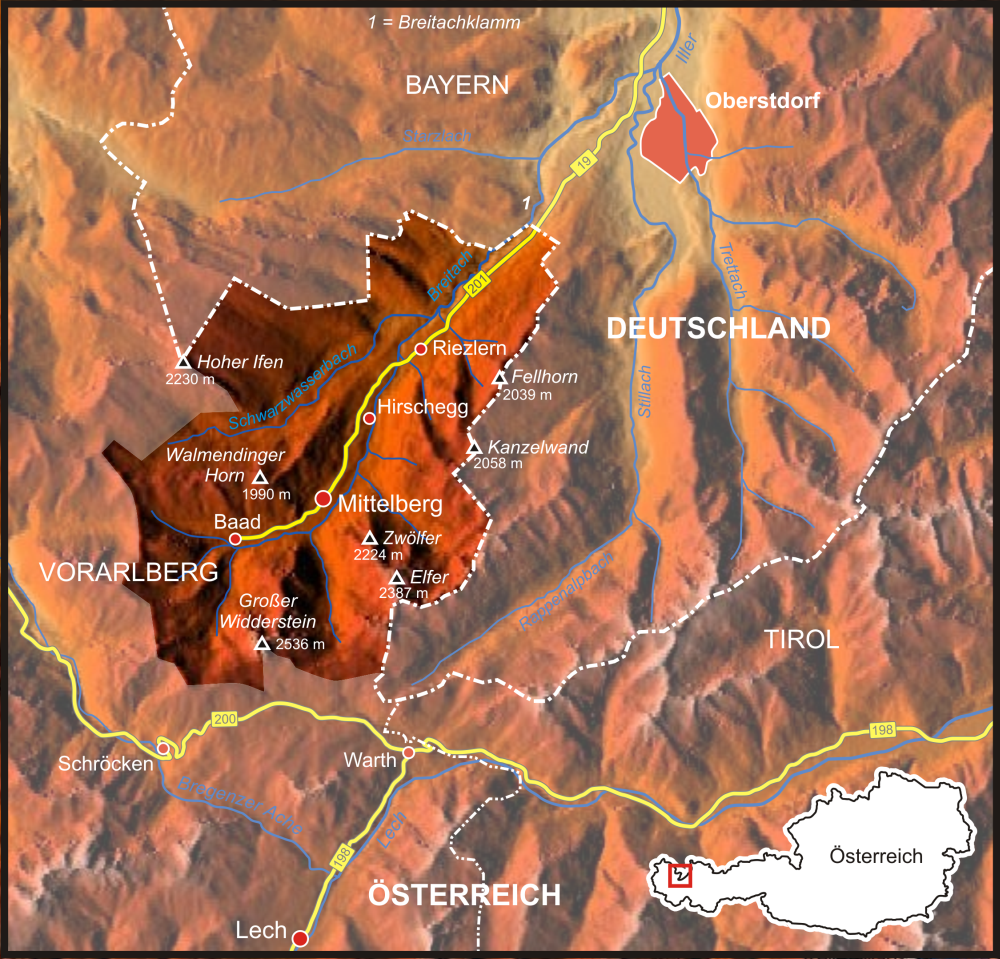
Karte Mittelberg/Kleinwalsertal

|               | Rohrmoos (OT, Gem. Oberstdorf, ∗ BY, DE) Schwende | Kornau (OT, Gem. Oberstdorf, ∗ BY, DE) Westegg |
| Egg Seite     | Kompassrose, die auf Nachbargemeinden zeigt       | Birgsau (OT, Gem. Oberstdorf, ∗ BY, DE)        |
| Hirschegg (O) | Zwerwald                                          |                                                |

∗ Ortsteile der Gem. Oberstdorf, Lkr. Oberallgäu, RegBez. Schwaben, Bayern, Deutschland

### Ortschaftsbestandteile und Ortschaftsgebiet
Die insgesamt 5 Ortsteile Riezlerns sind das Dorf Riezlern sowie Egg, Schwende, Unterwestegg und Wald.
Die Breitach ist der größte Bach im Kleinwalsertal. In Riezlern speisen flussabwärts folgende Bäche die Breitach:
- Zwerenbach
- Schwarzwasserbach
- Schmiedebach
- Gatterbach
- Hörnlebach
- Buchenbach

Hinter der Grenze liegt die Rotte Wald rechts oberhalb der Breitach. Dann folgt ab dem Buchenbach taleinwärts Unterwestegg mit den Rotten Schwand und Westegg als Hauptort. Auf der anderen Talseite oberhalb der Mündung des Schwarzwasserbachs befindet sich die Rotte Schwende mit talauswärts den zerstreuten Häuser Straußberg und den Gatterbach aufwärts  der Rotte Klausenwald bis zur Staatsgrenze am Hörnlebach bei Außerwald. Nach dem Schmiedebach folgt im Haupttal Riezlern', mit Zwerwald nach dem Zwerenbach. Am Riedel zwischen Breitach und Schwarzwasserbach gegenüber liegt noch die Rotte Egg mit Seite (von der Teile auch zur Ortschaft Hirschegg gerechnet werden) und dem Weiler Kesselschwand am Bach.
Die wichtigsten Berge von Riezlern liegen in den Südöstlichen Walsertaler Bergen, rechts im Tal. Taleinwärts sind das:
- Fellhorn (2039 m ü. A.)
- Gehrenspitze (1857 m ü. A.)
- Kuhgehrenspitze (1911 m ü. A.)
- Kanzelwand (2059 m ü. A.)
- Oberstdorfer Hammerspitze (ex Schüsser, 2259 m ü. A.)

In den Nordwestlichen Walsertaler Bergen, dem Zug des Hohen Ifen, befinden sich keine nennenswerten Erhebungen.

## Geschichte
Bei der großen Flucht von Tannberg um 1300 siedelten sich einige ausgewanderte Walser-Familien aus dem Wallis an. Sie nannten ihre Siedlung Zu den Rützlern, woraus der heutige Name Riezlern entstand.

## Wirtschaft und Infrastruktur

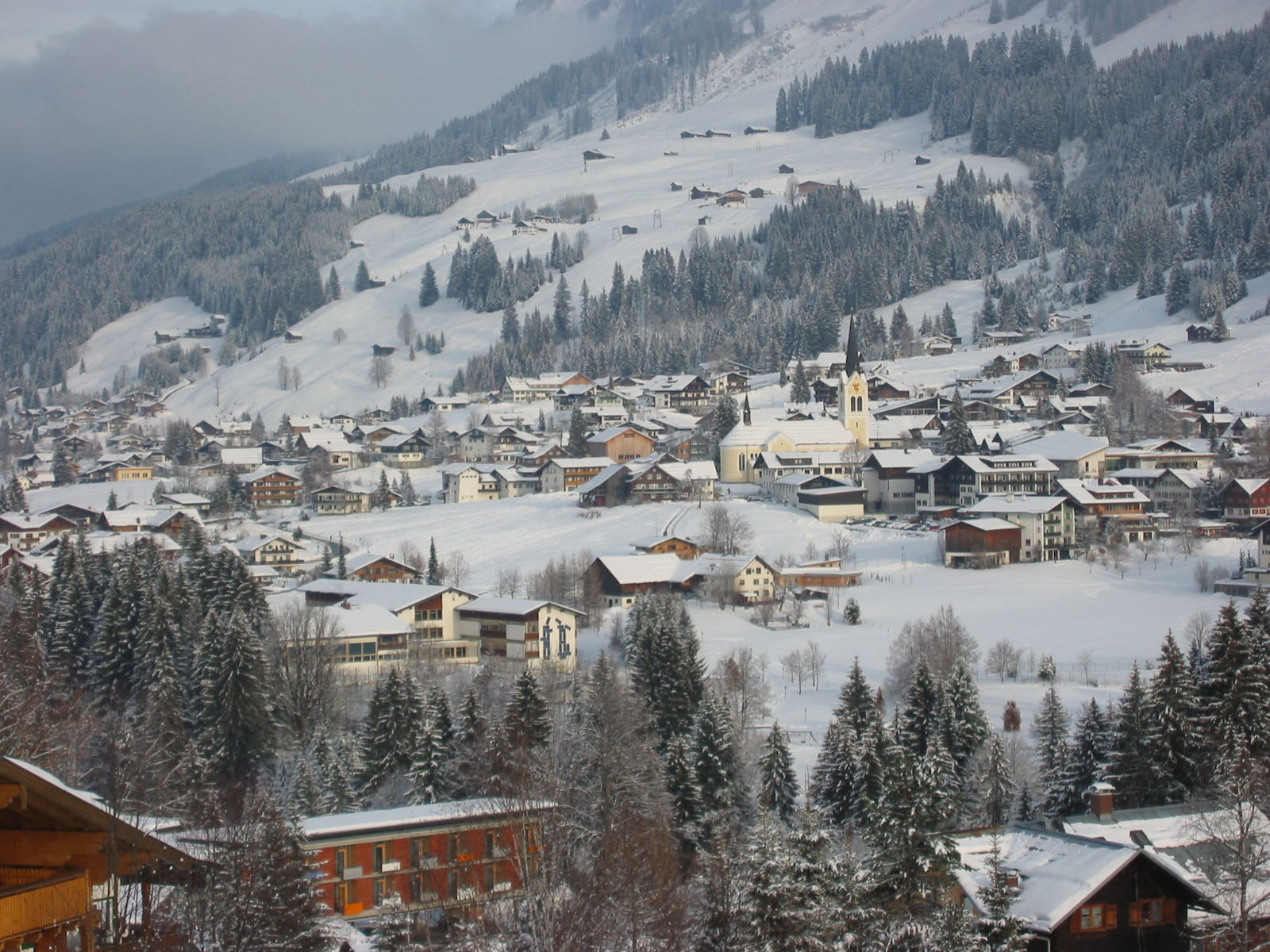
Blick auf die Ortsmitte von Riezlern

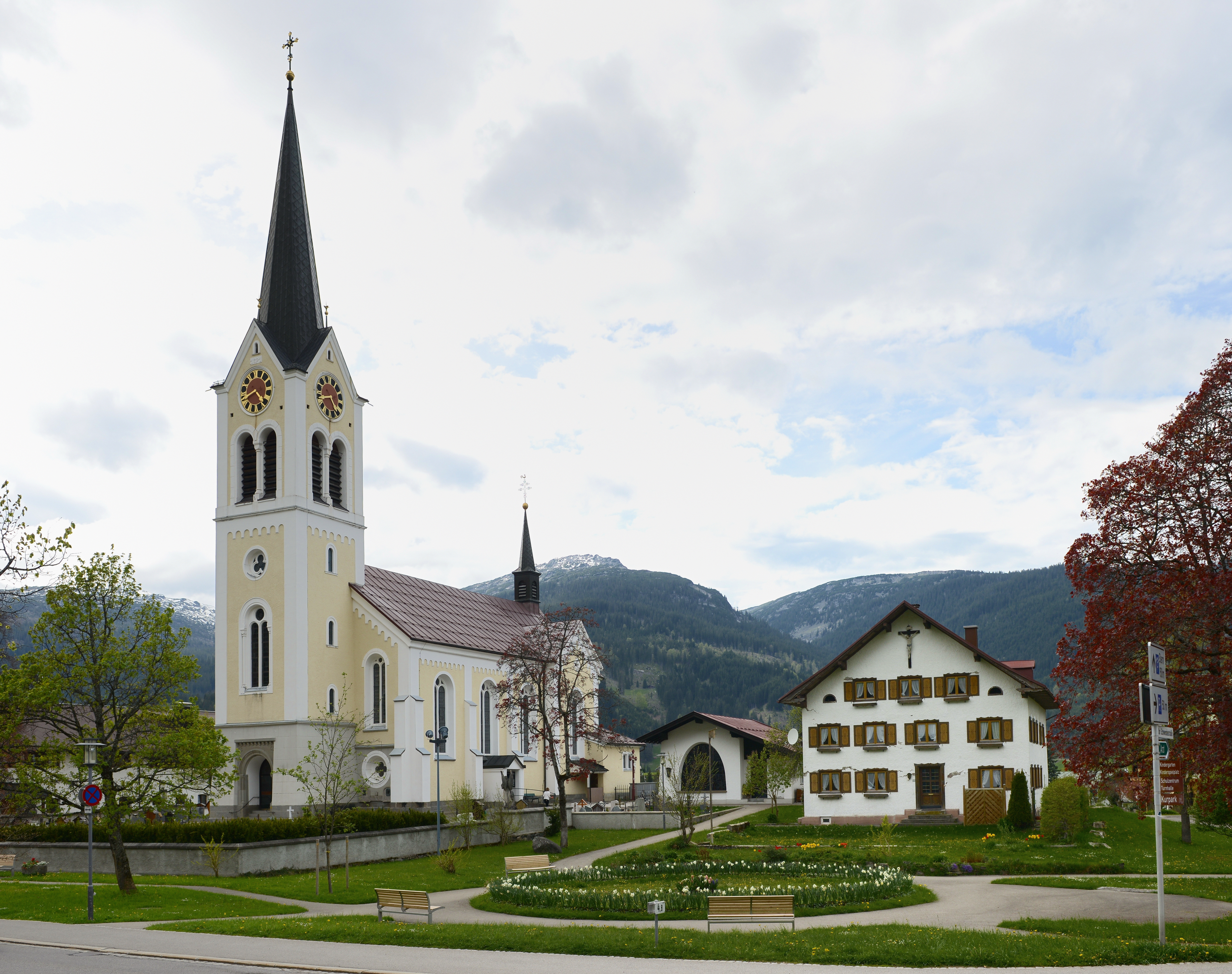
Römisch-katholische Pfarrkirche Maria Opferung

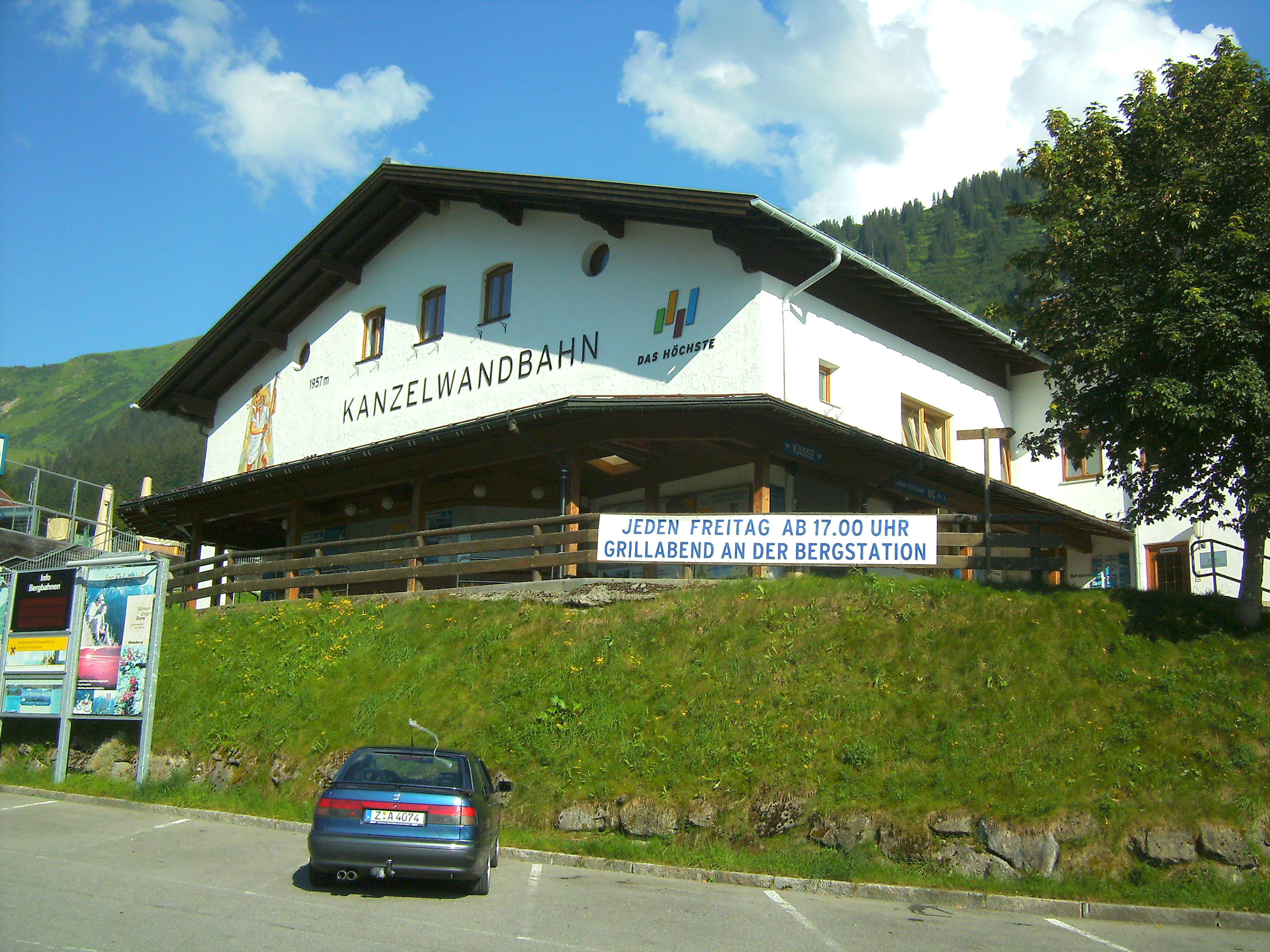
Talstation der Kanzelwandbahn

In Riezlern befindet sich das Gemeindeamt, das für die Gemeinde Mittelberg, die drei Ortschaften umfasst, zuständig ist.
Im Ort gibt es eine katholische Pfarrkirche Maria Opferung, das Sozialzentrum, ein Schulzentrum, ein Supermarkt und einen Wertstoffhof. Weiters gibt es das Casino Kleinwalsertal (die kleinste Spielbank Österreichs), das Freischwimmbad, die Kanzelwandbahn und den Kurpark.
In Riezlern gibt es neun Banken (Stand 2013).
In Riezlern verkehrt der Walserbus. Er fährt während der Hochsaison im Zehn-Minuten-Takt auf der Linie Nr. 1.

## Kultur und Sehenswürdigkeiten
Im Ort:
- Pfarrkirche Mariä Opferung
- Walser-Museum im Verkehrsamt: In Riezlern befindet sich direkt neben dem Gemeindeamt das Walsermuseum. Der Besucher findet hier reichhaltiges Material und wertvolle Stücke über das Kleinwalsertal, seine Geschichte, Bewohner, Brauchtum und vieles mehr. Im zweiten Stock befindet sich die Walser Wohnkultur und eine originale Alphütte. Jeden Mittwoch, bei schlechter Witterung, gibt es eine Vorführung zur Herstellung des Chranz, dem Kopfschmuck der Walser Mädchen.

In der Ortschaft:
- Kapelle Mariendank zu Ehren des Unbefleckten Herzens Mariens Unserer Lieben Frau von Fatima in Innerschwende[6]
- Kapelle Mariahilf in Unterwestegg
- denkmalgeschützte Stallscheune in Seite
- die touristisch erschlossene Breitachklamm ein bekanntes Ausflugsziel.

## Persönlichkeiten
- Gebrüder Riezler, Mitbegründer der Bayerischen Hypotheken- und Wechselbank (heute HypoVereinsbank) in München.
- Leo Müller (1799–1844), Erfinder und Unternehmer im Segment Schnelldruckpressen
- Markus Eberle (* 1969), Skirennläufer und Trainer

## Trivia
Im Jahr 1982 gab die österreichische Post eine Dauermarke heraus, auf der Riezlern mit der Pfarrkirche im Vordergrund dargestellt ist.